# Фодор, Жозефина
Жозефина Фодор-Менвьель (фр. Joséphine Fodor-Mainvielle; 13 октября 1789 (по другим источникам — 1793, Париж, Франция — 10 августа 1870) — французская оперная певица венгерского происхождения.

## Биография

### Юность
Жозефина Фодор родилась в семье известного скрипача и композитора Жозефа Фодора (1751—1828), ученика Франца Бенды. В 1794 году он с женой и дочерью переселился в Санкт-Петербург. Жозефина унаследовала от отца музыкальный талант и уже в возрасте 11 лет имела успех своею игрой на фортепиано и на арфе в концертах отца.

### Сценическая карьера
После трёхлетнего обучения в Санкт-Петербургском Императорском театральном училище, она начала выступать как певица и в 1808 году была приглашена в русскую оперу в Петербурге. В 1810 году она дебютировала в комической опере В. Фиораванти Le cantatrici villane в постановке, которая выдержала 60 представлений. В театре Фодор получала большое для того времени жалованье по 2500 рублей в год и бенефис.
В 1810 (или 1812) году Фодор вышла замуж за актера французского театра в Петербурге Менвьеля. По окончании первого трехлетнего ангажемента она пела в Петербурге ещё 2 года.
После начала Отечественной войны Менвьель на основании указа «О высылке из России всех подданных французских» должен был покинуть Россию, и 12 декабря 1812 года Жозефина оставила Россию, получив приглашение в Швецию, затем в Данию; оттуда отправилась в Париж и 9 августа 1814 года дебютировала в комической опере в театре Фейдо. Здесь она исполняла главные партии в комических операх («La fausse magie», «Le concert interrompu», «Jean de Paris», «La belle Arsene» и др.). Однако успех её был ограничен в связи с плохим французским произношением, из-за чего Фодор-Менвьель решила испытать свои силы в итальянской опере и, выступив в театре Одеон вместо незадолго пред тем умершей знаменитой певицы Баррили, дебютировала 16 ноября 1814 года в «Гризельде» Паэра; и не только с успехом заменила Баррили, но даже превзошла её; затем она имела большой успех в «Свадьбе Фигаро» и в «Пенелопе».
С 1816 по 1818 год Фодор-Менвьель пела в Лондоне, а оттуда уехала в Италию. После приглашения в Венецию, она выступила там в опере «Елизавета» Карафы с таким успехом, что в её честь была выбита большая золотая медаль; до неё такой знак признания получал только знаменитый Маркези.
Весной 1819 года Россини специально для неё добавил в оперу «Севильский цирюльник» арию Ah, se è ver che in tal momento, которая теперь обычно исполняется в случае, если партию Розины поёт сопрано (эта партия изначально предназначена для меццо-сопрано). Их сотрудничество продолжилось в Париже, когда Жозефина в 1819 году снова была приглашена на сцену Парижской оперы. «Севильский цирюльник» Россини не имел в Париже никакого успеха при первом представлении в итальянской опере; но во втором представлении совершилась полная перемена только потому, что Фодор-Менвьель взяла на себя исполнение партии Розины.
В 1822 году певица, по совету докторов, предприняла путешествие в Италию для поправления своего здоровья и в августе исполнила в театре Сан-Карло в Неаполе роль Дездемоны в опере «Отелло». Восторг неаполитанцев не уступал восторженным приемам в Венеции и Париже. Успехи не покидали Фодор-Менвьель и в Вене, где она пела в 1823 году в продолжение всего сезона. Пробыв затем до 1825 года снова в Неаполе, она вернулась в Париж и 9 декабря выступила в «Семирамиде» Россини, но тут её постигло неожиданное несчастье: с самого начала спектакля она совсем лишилась голоса и не могла пропеть ни одного тона. С этого вечера Жозефина навсегда должна была отказаться от сцены.
В 1828 году она поехала в Италию, и хотя там под влиянием климата хрипота и прошла, но в голосе уже не было ни силы, ни мягкости. В 1831 году в Неаполе музыкальные вечера в её доме посещал во время своего путешествия по Италии Феликс Мендельсон.

### Последние годы
После возвращения из Италии Жозефина поселилась в Фонтенбло, где она провела свои последние годы. Последнее её появление на публике состоялось в Бордо в 1833 году. Дочь Жозефины Генриетта успешно выступала в 1846—1849 в Konigstadt Theatre в Берлине. Последние годы жизни Фодор-Менвьель провела в полном уединении. В 1857 году она опубликовала свои «Размышления и советы об искусстве пения» (фр. Réflexions et conseils sur l'art du chant).

## Творчество
Фодор обладала в одинаковой степени качествами хорошей певицы и хорошей актрисы; она исполняла партии Розы в опере «Деревенские певицы» Фьораванти, Зломеки в опере «Илья Богатырь» Кавоса, Армантины в опере «Одна шалость» Мегюля; кроме того ответственные партии в операх «Земира и Азор», «Минутное заблуждение» и других.
К заслугам Фодор-Менвьель надо отнести, что она первая ввела в обыкновение петь mezza voce, что нашло себе множество подражательниц и в начале XX века признавалось необходимым условием хорошей школы.

## В воспоминаниях
О Фодор-Менвьель сохранились воспоминания в записках М. И. Глинки, относящиеся к 1831 году. Композитор заявляет, что своими познаниями в пении он обязан ей и Нодзари больше чем кому-либо.
Романтизированная и приукрашенная история жизни Жозефины Фодор-Менвьель является основой одной из глав романа «Венгерский набоб» Мора Йокаи, в которой её соперничество с Анджеликой Каталани становится эпизодом борьбы национально настроенной венгерской молодёжи с врагами всего венгерского в лице живущих в Париже венгерских аристократов. Кульминацией этого противостояния стал триумф (по версии Йокаи) Фодор-Менвьель в «Семирамиде».

## Сочинения
- Réflexions et conseils sur l’art du chant, 1857 , Paris, Perrotte.
- Halévy, F., Mainvielle-Fodor, Mme. Musique des chansons de Béranger : airs notés anciens et modernes. — Paris, 1858. — 292 p.